# اختبار المشتق

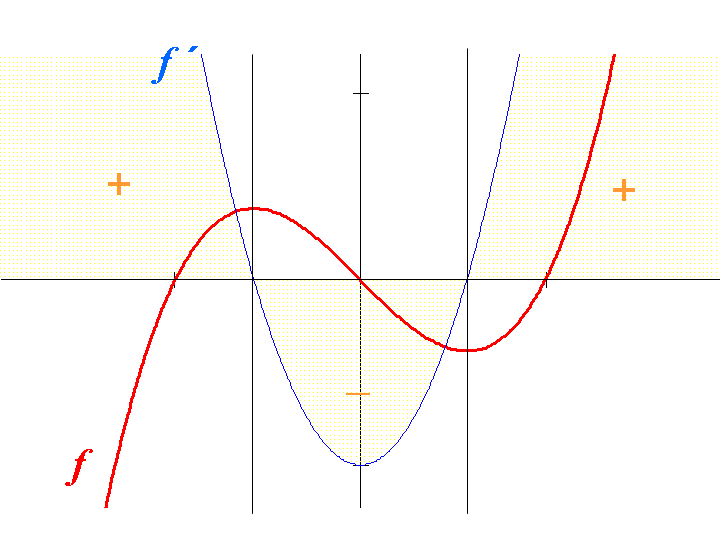

في التفاضل و التكامل، يستخدم اختبار المشتق (بالإنجليزية: Derivative test)‏ المشتق للدالة لإيجاد النقاط الحرجة و تحديد إذا كانت أي من هذه النقاط تمثل القيم العظمى و الصغرى أو نقطة السرج، ويمكن لاختبار المشتقة أن يعطي معلومات عن تقعر الدالة.
تكمن فائدة المشتقات في إيجاد النقاط العظمى المطلقة، و قد برهن رياضياً بواسطة مبرهنة فيرما (للنقاط القصوى)

## اختبار المشتقة الأولى

### تطبيقات
إن اختبار المشتقات تستخدم في حل مشاكل القيم المثلى في الفيزياء، الاقتصاد، و الهندسة. و يمكن أن تعطيك معلومات عن التقعر، نقاط الانعطاف، و المقاربات، و يمكن أن تستخدم لرسم التمثيل البياني الخاص بالدالة.

## اختبار المشتقة الثانية (متغير واحد)
بعد إيجاد النقاط الحرجة للدالة، يستخدم اختبار المشتقة الثانية قيمة المشتق الثاني في تلك النقاط لتحديد ما إذا كانت هذه النقاط هي القيم القصوى المحلي أو الحد الصغرى المحلي. إذا كانت الدالة f مختلفة مرتين عند النقطة الحرجة x فإن:
إذا كانت {\displaystyle \ f^{\prime \prime }(x)<0}فإن الدالة لديها قيمة عظمى محلية عند {\displaystyle x}
إذا كانت {\displaystyle \ f^{\prime \prime }(x)>0} فإن الدالة لديها قيمة صغرى محلية عند{\displaystyle x}
إذا{\displaystyle \ f^{\prime \prime }(x)=0} كانت فلا يمكن الحكم على الدالة
في الحالة الأخيرة، يمكن أن تستخدم مبرهنة تايلور لدراسة سلوك الدالة بالقرب من x باستخدام مشتقات من درجة أعلى

### إثبات اختبار المشتقة الثانية
لنفرض أن الدالة {\displaystyle f''(x)>0}و حسب الافتراض، {\displaystyle f'(x)=0}فإن
{\displaystyle f''(x)=\lim _{h\to 0}{\frac {f'(x+h)-f'(x)}{h}}=\lim _{h\to 0}{\frac {f'(x+h)-0}{h}}=\lim _{h\to 0}{\frac {f'(x+h)}{h}}}
و بالتالي، فإن كانت h صغيرة بما يكفي فسنحصل على:
{\displaystyle {\frac {f'(x+h)}{h}}>0}
مما يعني أن {\displaystyle f'(x+h)<0}إذا h < 0 ( إذا كانت الدالة f تتناقص مع اقتراب x من اليسار) و أن {\displaystyle f'(x+h)>0}إذا h > 0 (إذا كانت الدالة f تتزايد مع اقتراب x من اليمين). و الآن باستخدام اختبار المشتقة الأولى، {\displaystyle f}لديها قيمة صغرى محلية عند{\displaystyle x}

### اختبار التقعر
الاستخدام المرتبط والمتميز للمشتقات الثانية هو تحديد ما إذا كانت دالة مقعرة لأعلى أو مقعرة للاسفل في نقطة ما. ومع ذلك، فإنه لا يوفر معلومات حول نقاط انعطاف.

### اختبارات المشتقة من درجات أعلى
إن اختبار المشتق من درجات أعلى أو اختبار المشتق العام قادر على تحديد ما إذا كانت النقاط الحرجة للدالة هي قيمة صغرى أو قيمة كبرى أو نقاط الانعكاس لمجموعة متنوعة من الدوال الأكبر من اختبار المشتقات من الدرجة الثانية.
لتكن f قيمة حقيقة، و يمكن أن تشتق لأحدالأعداد الصحيحة داخل الفترة {\displaystyle I\subset \mathbb {R} ,\;c\in I}و {\displaystyle n\geq 1}. و لتكن جميع مشتقات f تساوي الصفر عند النقطة c حتى المشتقة n، و لتكن المشتقة (n+1)-أي المشتقة التالية- لا تساوي الصفر
{\displaystyle f'(c)=\cdots =f^{(n)}(c)=0\quad {\text{and}}\quad f^{(n+1)}(c)\,\not =0}.
هناك أربعة احتمالات ممكنة، أول احتمالين عندما تكون c قيم صغرى أو كبرى و الاثنين الآخرين هي عندما تكون c هي نقطة سرج محلية
إذا كانت n فردية و{\displaystyle f^{(n+1)}(c)<0} فإن c هي قيمة كبرى محلية
إذا كانت n فردية و {\displaystyle f^{(n+1)}(c)>0}فإن c هي قيمة صغرى محلية
إذا كانت n زوجية و {\displaystyle f^{(n+1)}(c)<0}فإن c هي نقطة انعطاف حادة التناقص
إذا كانت n زوجية و{\displaystyle f^{(n+1)}(c)>0} فإن c هي نقطة انعطاف حادة التزايد
و يجب أن تكون n فردية أو زوجية، يصنف هذا الاختبار التحليلي أي نقطة ثابتة من f ، طالما أن مشتقًا غير صفري.

### مثال
لنقل أننا سنقوم بتطبيق اختبار المشتقات العام على هذه الدالة {\displaystyle f(x)=x^{6}+5} عند النقطة {\displaystyle x=0} لكي نقوم بذلك، يجب أن نحسب مشتقات الدالة و من ثم نعوضها في النقطة التي نهتم بها حتى نحصل على نتيجة غير صفرية: {\displaystyle f'(x)=6x^{5}}، {\displaystyle f'(0)=0}
{\displaystyle f''(x)=30x^{4}}، {\displaystyle f''(0)=0}
{\displaystyle f^{(3)}(x)=120x^{3}}، {\displaystyle f^{(3)}(0)=0}
{\displaystyle f^{(4)}(x)=360x^{2}}، {\displaystyle f^{(4)}(0)=0}
{\displaystyle f^{(5)}(x)=720x}، {\displaystyle f^{(5)}(0)=0}
{\displaystyle f^{(6)}(x)=720}، {\displaystyle f^{(6)}(0)=720}
كما هو موضح أعلاه، عند النقطة{\displaystyle x=0} ، الدالة{\displaystyle x^{6}+5}لديها كل المشتقات تساوي الصفر عند النقطة x=0 ما عدا المشتقة من الدرجة السادسة، و هي قيمة موجبة، وبالتالي فإن n=5 بالاختبار لديها قيمة صغرى محلية عند الصفر.